# Ammospermophilus interpres
Ammospermophilus interpres is een zoogdier uit de familie van de eekhoorns (Sciuridae). De wetenschappelijke naam van de soort werd voor het eerst geldig gepubliceerd door Merriam in 1890.

## Voorkomen
De soort komt voor in Mexico en de Verenigde Staten.